# Plaques de matrícula de Puerto Rico

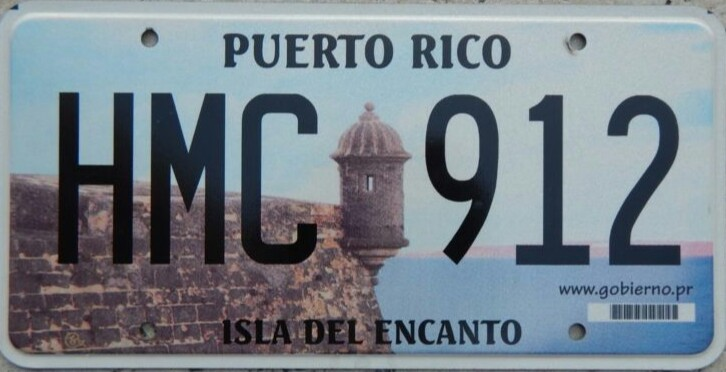
Model de matrícula de Puerto Rico del 2008.

Les Plaques de matrícula de Puerto Rico es componen d'un sistema de combinació alfanumèric format per tres lletres i tres xifres (ex. ABC 123). Els caràcters són de color negre sobre un fons blanc reflectant. El nom del territori, "PUERTO RICO", apareix centrat a la part superior i l'eslògan "ISLA DEL ENCANTO" està centrat a baix.
Les plaques les expedeix la Directoría de Servicios al Conductor (CESCO) i des del 2012 és possible obtenir una placa de matrícula amb el format de les de la Unió Europea.

## Història
Es creu que el territori no incorporat de Puerto Rico va exigir per primera vegada que els seus residents registressin els seus vehicles de motor i mostressin matrícules el 1906. A partir de l'1 de juliol de 1916, es van emetre plaques anuals amb diferents esquemes de colors cada any fiscal.

### Models de 1930 fins avui dia
El 1956, el Canadà i els Estats Units d'Amèrica van arribar a un acord amb l'Associació Americana d'Administradors de Vehicles de Motor, l'Associació de Fabricants d'Automòbils i el Consell Nacional de Seguretat en que es concretava una mida única de les plaques de vehicles de passatgers a 150 mm per 300 mm (6 per 12 polzades), amb forats per poder-les muntar espaiats 180 mm (7 polzades), tot i que les dimensions o poden variar lleugerament segons la jurisdicció. Puerto Rico també van adoptar aquests estàndards a partir del 1955-1956.
| Imatge | Data d'expedició    | Disseny | Lema                               | Combinació utilitzada | Notes |
| ------ | ------------------- | --- | ---------------------------------- | --------------------- | --- |
|        | 1930                | Caràcters en negre sobre fons blanc. "PR" en vertical a la dreta i "1930-1031" centrat a baix. | Sense lema                         | 1234                  | Plaques de mida 5 1/2" x 13 1/8". |
|        | 1950                | Caràcters en blanc sobre fons verd fosc. "1950-51" centrat a dalt i "PUERTO RICO" a baix. | Sense lema                         | 12-345                | Des del 1948 i fins al 1955 les mides són 5 7/8" x 12 3/4".                                                                                    |
|        | 1951                | Caràcters en vermell sobre fons blanc. "1951-52" centrat a dalt i "PUERTO RICO" a baix. | Sense lema                         | 12-345                | |
|        | 1952                | Caràcters en groc sobre fons negre. "1952-53" centrat a dalt i "PUERTO RICO" a baix. | Sense lema                         | 12-345                | |
|        | 1953                | Caràcters en negre sobre fons groc. "1953-54" centrat a dalt i "PUERTO RICO" a baix. | Sense lema                         | 12-345                | |
|        | 1954                | Caràcters en blanc sobre fons blau marí. "1954-55" centrat a dalt i "PUERTO RICO" a baix. | Sense lema                         | 12-345                | |
|        | 1955                | Caràcters en negre sobre fons blanc. "1955-56" centrat a dalt i "PUERTO RICO" a baix. | Sense lema                         | 12-345                | S'introdueix la placa de mides estàndard 6x12 polzades.                                                                                        |
|        | 1956                | Caràcters en blanc sobre fons vermell. "1956-57" centrat a dalt i "PUERTO RICO" a baix. | Sense lema                         | 123-456               | |
|        | 1957                | Caràcters en groc sobre fons negre. "1957-58" centrat a dalt i "PUERTO RICO" a baix. | Sense lema                         | 123-456               | Canvi de tipografia. |
|        | 1958                | Caràcters en blanc sobre fons blau marí. "1958-59" centrat a dalt i "PUERTO RICO" a baix. | Sense lema                         | 123-456               | |
|        | 1967                | Caràcters en groc sobre fons blau marí. "PUERTO RICO" centrat a baix. | Sense lema                         | 123-456               | |
|        | 1970-73             | Caràcters en blau marí sobre fons carabassa. Silueta de l'illa envoltant la combinació i "PUERTO RICO" centrat a baix. | Sense lema                         | 123X456               | |
|        | 1974                | Caràcters en negre sobre fons blanc. "PUERTO RICO" centrat a baix. | Sense lema                         | 123A456               | |
|        | 1976                | Caràcters en negre sobre fons blanc. "75 PUERTO RICO 76" centrat a baix. | Sense lema                         | 123A456               | |
|        | 1978                | Caràcters en negre sobre fons blanc. "PUERTO RICO" centrat a baix. | Sense lema                         | 123A456               | |
|        | 1987-2001 i 2003-07 | Caràcters en negre sobre fons blanc reflectant. "PUERTO RICO" centrat a dalt. | "Isla Del Encanto" centrat a baix. | ABC 123               | |
|        | 2002-03             | Caràcters en negre sobre una imatge gràfica de la bandera dels EUA i l'escut i bandera de Puerto Rico. "PUERTO RICO" i "CINCUENTENARIO" centrat a dalt, "ESTADO LIBRE ASOCIADO DE PUERTO RICO" i "1952-2002" centrat a baix. | "CINCUENTENARIO" a dalt.           | ABC 123               | |
|        | 2008-Febrer 2023    | Caràcters en negre sobre una imatge gràfica d'una garita del castell de San Felipe del Morro. "PUERTO RICO" centrat a dalt.                                                                                                  | "ISLA DEL ENCANTO" centrat a baix. | ABC 123               | Les primeres plaques porten un guinet entre lletres i xifres, després desapareix. S'ofereix la possibilitat d'expedir plaques de mida europea. |
|        | Març 2023-avui dia  | Caràcters en negre sobre fons blanc reflectant. "PUERTO RICO" centrat a dalt. | "ISLA DEL ENCANTO" centrat a baix. | 123                   | Es torna a la base de les plaques de 1987. |

## Altres tipus

### Personalitzades
Puerto Rico permet l'emissió de plaques personalitzades amb un cost addicional, prèvia aprovació pel Departament de Transport i Obres Públiques de la combinació i que compleixin un seguit de requisits com són:
- Que ha de tenir un mínim de quatre (4) i un màxim de set (7) caràcters (xifres, lletres o combinació de totes dues),
- Que no pot portar gravades paraules grolleres, ofensives o de mal gust, dígits o noms de marques registrades, sigles utilitzades en el comerç, lletres o combinacions d'aquestes que puguin tenir semblança o igual ateses les plaques del govern de Puerto Rico o del govern Federal.
- Que no hagi estat expedida prèviament.

### Especials
S'ofereix diversos models de plaques especials per a automòbils.
| Imatge | Data d'expedició | Tipus                          | Disseny | Lema                                                     | Combinació utilitzada | Notes                                                                                          |
| ------ | ---------------- | ------------------------------ | --- | -------------------------------------------------------- | --------------------- | ---------------------------------------------------------------------------------------------- |
|        | 2009–2012        | Mayagüez 2010                  | Caràcters en negre sobre fons blanc reflectant. "PUERTO RICO" centrat a dalt i logotip de Mayagüez 2010 entre la combinació. | "ISLA DEL ENCANTO" centrat a baix.                       | ABC 123               | Emesa per a commemorar els Jocs Centreamericans i del Carib de 2010.                           |
|        | 2012–2013        | Placa europea                  | Caràcters en negre sobre fons blanc reflectant amb la imatge impresa de l'edifici de l'oficina del governador de Puerto Rico i una franja vertical verd llimona a l'esquerra amb les frases "PUERTO RICO DO IT BETTER" centrat a dalt i "PUERTO RICO LO HACE MEJOR" Aa baix. |                                                          | ABC 123               |                                                                                                |
|        | 2013–2015        | Puerto Rico Manatee            | Caràcters en negre sobre una imatge gràfica d'un fons marí amb un manatí al centre. "PUERTO RICO" centrat a dalt. | "San Juan Estuary" centrat a baix.                       | ABC 123               |                                                                                                |
|        | 2017–2018        | Comité Olímpico de Puerto Rico | Caràcters en negre sobre una imatge gràfica d'esports i el logotip del Comitè Olímpic. "COMITÉ OLÍMPICO DE PUERTO RICO" centrat en dues línies a dalt. |                                                          | ABC 123               |                                                                                                |
|        | 2020–2021        | Make-A-Wish Foundation         | Caràcters en negre sobre una imatge gràfica reflectant. "Make-A-Wish PUERTO RICO" centrat en dues línies a dalt i un estel groc amb "30 Aniversario" entre la combinació. | "Transformando vidas, un deseo a la vez" centrat a baix. | ABC 123               |                                                                                                |
|        | 2022–2023        | Roberto Clemente               | Caràcters en negre sobre fons blanc reflectant. "PUERTO RICO" centrat a dalt i la silueta de Roberto Clemente entre la combinació. | "ISLA DEL ENCANTO" centrat a baix.                       | ABC 123               | Commemoració dels 50 anys dels 3.000 hits aconseguits pel jugador de beisbol Roberto Clemente. |

### Taxi turístic
Combinació formada per quatre xifres seguides de les lletres "TT" per "Taxi Turístico" (ex. 1234TT)